# Francisco Morato
Francisco Morato is een gemeente in de Braziliaanse deelstaat São Paulo. De gemeente telt 171.602 inwoners (schatting 2017).

## Aangrenzende gemeenten
De gemeente grenst aan Atibaia, Campo Limpo Paulista, Franco da Rocha en Mairiporã.